# Kampelje
Kampelje (čakavski Kanpeje), su naselje u općini Vrbnik na otoku Krku u Republici Hrvatskoj.

## Smještaj
Kampelje se nalaze u središnjem dijelu otoka Krka. Uz Staru Bašku i Rudine, najizoliranije je naselje na otoku. Administrativno pripadaju općini Vrbnik, ali su na njezinom rubnom dijelu prema Gradu Krku. Najbliže naselje je Garica do čijeg su središta 3 km. Na jugu je Kornić, ali veza s njim ne postoji. Do Vrbnika je oko 7 km.

### Povezanost
Povezano je s dvije vrlo uske i zavojite ceste. Na većem dijelu obje ceste nemoguće je mimoilaženje automobila iz dvaju suprotnih smjerova.

Jedna cesta vodi iz Garice uz Donju Garicu i ta se cesta najčešće koristi. Druga cesta povezuje Kampelje s cestom Punat-Vrbnik na koju se spaja otprilike na njezinoj sredini, blizu lokaliteta Mišušalnica.
Iako je na jugu selo Kornić udaljeno samo oko 2 km zračne linije, Kampelje s njim nisu povezane asfaltiranom cestom nego šumskim putom.

## Porijeklo naziva, povijest
Prema romanistu Petru Skoku toponim Kampelje je vrlo star. Nedvojbeno je romanskog porijekla. Pojam je u akuzativu plurala. Veliku starost toponima Skok dokazuje deminutivnim sufiksom -ellua kakav postoji u mletačkom pojmu campiello te u veclisun ili veljotskom narječju kod toponima Kantijal (pašnjak između Kampelja, Garice i Kornića). Prema toj teoriji Hrvati su Kampelje naselili vrlo rano, vjerojatno već prilikom prvotnog naseljavanja otoka Krka. Skok to tumači činjenicom da su Hrvati od veljotskog toponima stvorili stari pridjev srednjeg roda pomoću sufiksa -j, a kakav se dodavao samo u najstarije vrijeme.
Štoviše, istaknuti krčki povjesničari Mihovil Bolonić i Ivan Žic Rokov smatraju da su Hrvati najprvo naselili Kampelje od svih naselje središnjeg dijela otoka.
A. Žic izvodi naziv Kampelje od talijanske riječi Campo, polje, zbog smještaja na zaravnjenom terenu.

## Stanovništvo
Prema popisu stanovništva iz 2001. godine na Kampeljama je živjelo 6 stanovnika. To nije niti 10 % nekadašnje populacije.
Prema popisu iz 1857. g. na Kampeljama je živjelo 34 stanovnika. Sve do 1900. g. broj stanovnika raste i tada je zabilježen i maksimum od 67 žitelja. Nakon toga slijedi punih sto godina pada broja stanovnika. Prvo je pad bio umjeren, do 1961. g. kada je popisano 36 žitelja, a zatim slijedi nagli pad populacije. Popisom iz 1991. g. zabilježen je minimalan broj stanovnika - samo 4.
| broj stanovnika | 34    | 37    | 47    | 48    | 67    | 49    | 49    | 51    | 44    | 40    | 36    | 23    | 14    | 4     | 6     | 8     | 11    |
|                 | 1857. | 1869. | 1880. | 1890. | 1900. | 1910. | 1921. | 1931. | 1948. | 1953. | 1961. | 1971. | 1981. | 1991. | 2001. | 2011. | 2021. |

## Gospodarstvo
Kampeljani se bave isključivo poljoprivredom, naročito stočarstvom i ratarstvom, a u manjoj mjeri i maslinarstvom. Postoje uvjeti, izuzev slabe prometne povezanosti, za razvoj agroturizma.

## Vanjske poveznice
- Službene stranice općine Vrbnik
- Službene stranice Turističke zajednice općine Vrbnik